# کنت کارلسن
کنت کارلسن (انگلیسی: Kenneth Carlsen؛ زاده ۱۷ آوریل ۱۹۷۳) یک تنیس‌باز اهل دانمارک است.